# Scopula tectaria
Scopula tectaria är en fjärilsart som beskrevs av Walker 1866. Scopula tectaria ingår i släktet Scopula och familjen mätare. Inga underarter finns listade.